# 鎌倉絵美子
鎌倉 絵美子（かまくら えみこ、1988年8月4日 - ）は、埼玉県出身のハンドボール選手。日本ハンドボールリーグのプレステージ・インターナショナル アランマーレ所属。

## 経歴
日本体育大学時代は2009年の関東学生ハンドボール・秋季リーグで特別賞を受賞。2010年は第20回世界学生ハンドボール選手権の日本代表U-24に選出。同年の全日本学生ハンドボール選手権大会（インカレ）では優秀選手賞を受賞した。2011年は秋季リーグで優秀選手賞を受賞。
2012年に日本ハンドボールリーグのソニーセミコンダクタへ加入。
2014-15年シーズン限りでソニーを退団。
2016年11月1日にプレステージ・インターナショナル アランマーレへ加入した。

## 詳細情報

### 年度別成績
| 年       | チーム       | 試合 | フィールド 得点 | 率   | 7m  | 合計   | 警告 | 退場 | 失格 |
| -------- | ------------ | ---- | --------------- | ---- | --- | ------ | ---- | ---- | ---- |
| 2012-13  | ソニー       | 15   | 1/2             | .500 | 0/0 | 1/2    | 0    | 1    | 0    |
| 2013-14  | ソニー       | 18   | 5/8             | .625 | 0/0 | 5/8    | 0    | 0    | 0    |
| 2014-15  | ソニー       | 18   | 6/10            | .600 | 0/0 | 6/10   | 0    | 0    | 0    |
| 2017-18  | アランマーレ | 24   | 15/29           | .517 | 0/0 | 15/29  | 8    | 4    | 0    |
| 2018-19  | アランマーレ | 24   | 35/51           | .686 | 0/0 | 35/51  | 11   | 10   | 0    |
| JHL：5年 | JHL：5年     | 99   | 62/100          | .620 | 0/0 | 62/100 | 19   | 15   | 0    |

- 各年度の太字はリーグ最高

### 記録
- フィールドゴール初得点：2013年2月23日、対HC名古屋戦（中村スポーツセンター）[7]

### 背番号
- 14 (2012年 - 2015年)
- 10 (2016年 - )